# Klobukar
Klobukar (en serbocroata: Klobukar / Клобукар) o Kllobukar (en albanés: Kllobukar) es un pueblo en el municipio de Novo Brdo del distrito de Pristina de Kosovo. Klobukar es uno de los enclaves serbios en Kosovo.  

## Toponimia
Después de la guerra de Kosovo, el pueblo también se conoce como Shpatar.

## Demografía
La evolución demográfica de Klobukar entre 1948 y 2011 fue la siguiente:
| 493                                                 | 531 | 593 | 614 | 518 | 479 | 114 |
| (Fuente: Population of Kosovo since Yugoslav times) |     |     |     |     |     |     |

Según el censo de 2011 (boicoteado parcialmente por los serbios), los albaneses representaban el 86,84% de la población (99 personas) y lo serbios, el 12,28% (14 personas).En el censo yugoslavo de 1961, los serbios eran 77,91% de la población local y los albaneses, el 21,92%.